# ALPI
Alkaline phosphatase ở ruột hay ALPI là một loại phosphatase dạng kiềm được mã hóa bởi gen ALPI của người.